# Callissot

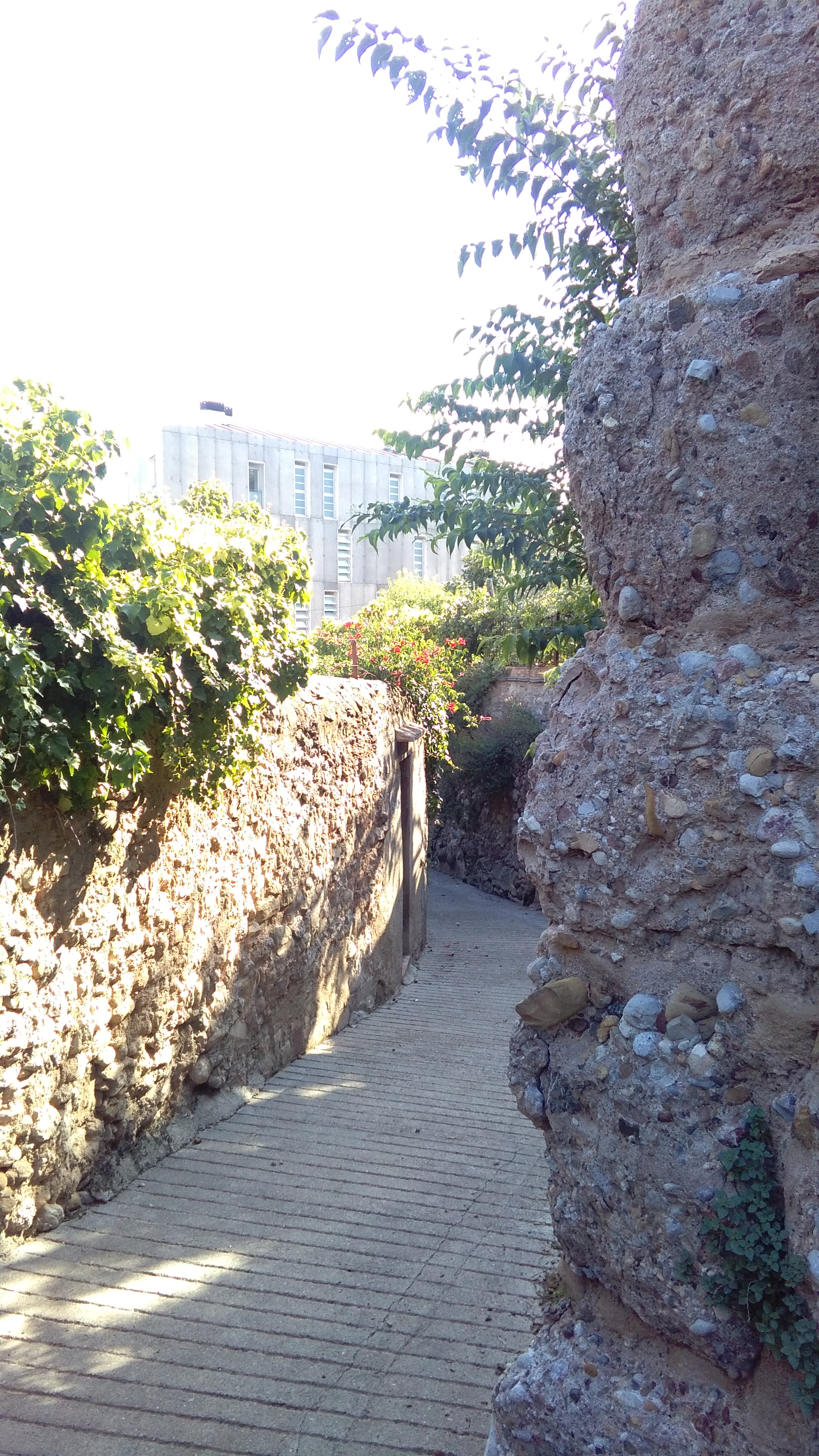
El Carrer del Collet de Santa Magdalena

Un callissot, a Berga, és un carrer entre tàpies d'horts. És un element característic del Barri Vell d'aquesta ciutat, que incorpora zones importants d'horts urbans. Oficialment, només el Callissot de la Gratella i el Callissot del Lledó reben el nom de 'callissot', però d'altres carrers com el de la Pinsania o del Collet de Santa Magdalena tenen forma de callissot en part o en la totalitat del seu recorregut.